# SpVgg Cannstatt
SpVgg Cannstatt is een Duitse voetbalclub uit Stuttgart, meer bepaald uit het stadsdeel Bad Cannstatt. De club is actief in voetbal, handbal, volleybal, wielrennen, tennis, zwemmen, turnen en waterpolo. 